# Власов, Владимир Михайлович (учёный)
Влади́мир Миха́йлович Вла́сов (род. 25 января 1949 года) — доктор технических наук, профессор, заведующий кафедрой государственного образовательного учреждения высшего профессионального образования «Московский автомобильно-дорожный институт (государственный технический университет)», заслуженный деятель науки РФ (2005).

## Биография
Владимир Михайлович Власов родился в 1949 году.
- доктор технических наук,
- профессор,
- заведующий кафедрой «Эксплуатация автомобильного транспорта»[2] государственного образовательного учреждения высшего профессионального образования в «Московский автомобильно-дорожный институт (государственный технический университет)»,
- 2005 — заслуженный деятель науки РФ.

## Научная и общественная деятельность
- 2008 год — заместитель председателя межрегионального диссертационного совета ДМ212.126.06 ВАК РФ при МАДИ (ГТУ).

### Публикации
Автор более 140 научных трудов.

## Награды
- 2005 — заслуженный деятель науки РФ.

### Почётные звания
- 1996 год — Почётный автотранспортник Министерства транспорта Российской Федерации;
- 1999 год — Почётный работник транспорта;
- 2000 — Почётный работник высшего профессионального образования Российской Федерации;
- Академик Международной академии информатизации;
- Академик Российской академии транспорта;